# António Manuel Ribeiro
António Manuel Ribeiro (Aveiro, 8 ottobre 1980) è un ex calciatore portoghese naturalizzato canadese, centrocampista.